# Petronella van Praet
Petronella van Praet van Moerkerken, vrouwe van West-Barendrecht en van Moerkerken (Hof van Moerkerken, 1501 – Aken, februari 1594) was een Gelderse edelvrouw die overging tot het calvinisme en deelnam aan de geuzenopstand.

## Leven
Ze was een dochter van de Vlaamse edelman Lodewijk van Praet van Moerkerken en Catharina van Egmont. Haar eerste huwelijk was met Philip van Cats (1486-1521). In 1528 hertrouwde ze met de Gelderse baanderheer Herman van Bronkhorst-Batenburg. Ze woonden op het fraaie Kasteel Batenburg. Na de dood van haar tweede echtgenoot in 1556 bestuurde ze Batenburg klaarblijkelijk als weduwengoed, wat ongewoon was voor een vrouw met een meerderjarige zoon. Het was een vrije heerlijkheid en zij bezat dus de hoge justitie met het halsrecht.
Vroeg aangetrokken door het calvinisme, haalde Petronella van Praet in 1564 of 1565 een predikant naar Batenburg. Mogelijk ging het om de uit ballingschap teruggekeerde Herman Moded. Zijn herhaalde aanwezigheid op Batenburg staat vanaf 1566 vast. Ook met Jan en Filips van Marnix had ze contact. De kinderen van Batenburg volgden hun moeder in haar geloofsovertuiging en werden zelf geuzenleiders. De onorthodoxe praktijken op Batenburg bleven niet buiten het vizier van de centrale autoriteiten. Op 1 juni 1566 instrueerde landvoogdes Margaretha van Parma haar stadhouder Karel van Brimeu om de lokale predikant te arresteren en Petronella op haar plichten te wijzen. Zoon Dirk van Batenburg bracht Moded in veiligheid bij zijn nicht Catharina van Boetzelaer in Vlaanderen. 
Terwijl Moded en haar zoon samen de leer verspreidden in Vlaanderen, organiseerde Petronella een beeldenstorm in haar heerlijkheid, blijkbaar gecoördineerd met haar zoon Willem van Batenburg in diens gebieden. Op 25 september eiste Brimeu schriftelijk dat Willem de beeldenbrekers zou straffen zoals de plakkaten voorschreven, zoniet zou hij het zelf doen. Petronella antwoordde de volgende dag dat hij dat recht niet had en dat ze zelf zou straffen, áls er aanleiding toe was. Ze beriep zich dus op haar immuniteit om niets te doen. Op 25 oktober schreef Brimeu aan de landvoogdes dat de situatie op Batenburg nog verslechterde en dat er boetes werden opgelegd aan wie niet naar de hagenpreken ging.
Buiten het strikt religieuze lijkt Petronella van Praet voorzichtiger te zijn geweest. In een brief aan zijn moeder verdedigde Karel van Batenburg zijn keuze om het Eedverbond der Edelen te steunen, ook na de van hogerhand opgelegde ontbinding ervan. Ze stond blijkbaar kritisch tegenover gewapend verzet, niet alleen uit bezorgdheid over de consequenties, maar misschien ook omdat ze de meer pacifistische benadering van Guido de Brès aanhing. Het mocht niet baten, want op 1 juni 1568 werden haar zonen Dirk en Gijsbert in Brussel onthoofd. Het volgende jaar werd de heerlijkheid Batenburg verbeurdverklaard, maar er zijn aanwijzingen dat dit slechts van korte duur was. 
Willem en Karel sneuvelden in dienst van Willem van Oranje, respectievelijk in 1573 en in 1580. Hun bejaarde moeder was toen nog in leven. Ze stierf in 1594 op de leeftijd van 93 jaar.

## Familie
Met haar tweede man Herman van Bronkhorst-Batenburg had Petronella van Praet negen kinderen:
- Willem van Bronkhorst-Batenburg (1556-1573), officier van Willem van Oranje
- Karel van Bronkhorst-Batenburg († 1580), officier van Willem van Oranje
- Dirk van Bronkhorst-Batenburg († 1568), onthoofd
- Gijsbert van Bronkhorst-Batenburg († 1568), onthoofd
- Elisabeth V van Bronkhorst-Batenburg, getrouwd met Wessel VII van Boetzelaer en met Gerard van Luxemburg
- Catharina van Bronkhorst-Batenburg (1524-1605)
- Swane van Bronkhorst-Batenburg, non
- Theodora van Bronkhorst-Batenburg († 1588)
- Margaretha van Bronkhorst-Batenburg

## Voetnoten
1. ↑  Huwelijksvoorwaarden d.d. 9 juni 1528